# Clallam County
Clallam County ist ein County im Bundesstaat Washington der Vereinigten Staaten. Der Verwaltungssitz (County Seat) ist Port Angeles. Das U.S. Census Bureau hat bei der Volkszählung 2020 eine Einwohnerzahl von 77.155 ermittelt.

## Geographie
Das County hat eine Fläche von 6917 Quadratkilometern, davon sind 2415 Quadratkilometer (34,9 Prozent) Wasserfläche. Es befindet sich im Norden der Olympic-Halbinsel und ragt in die Juan-de-Fuca-Straße, an deren Ufern das Dungeness National Wildlife Refuge liegt.

## Geschichte
Benannt wurde es nach den Klallam (auch Clallam). So bezeichneten sich vier Stämme, von denen drei in den Vereinigten Staaten auf der Olympic-Halbinsel und einer im Süden der kanadischen Vancouver-Insel leben.

## Demografische Daten

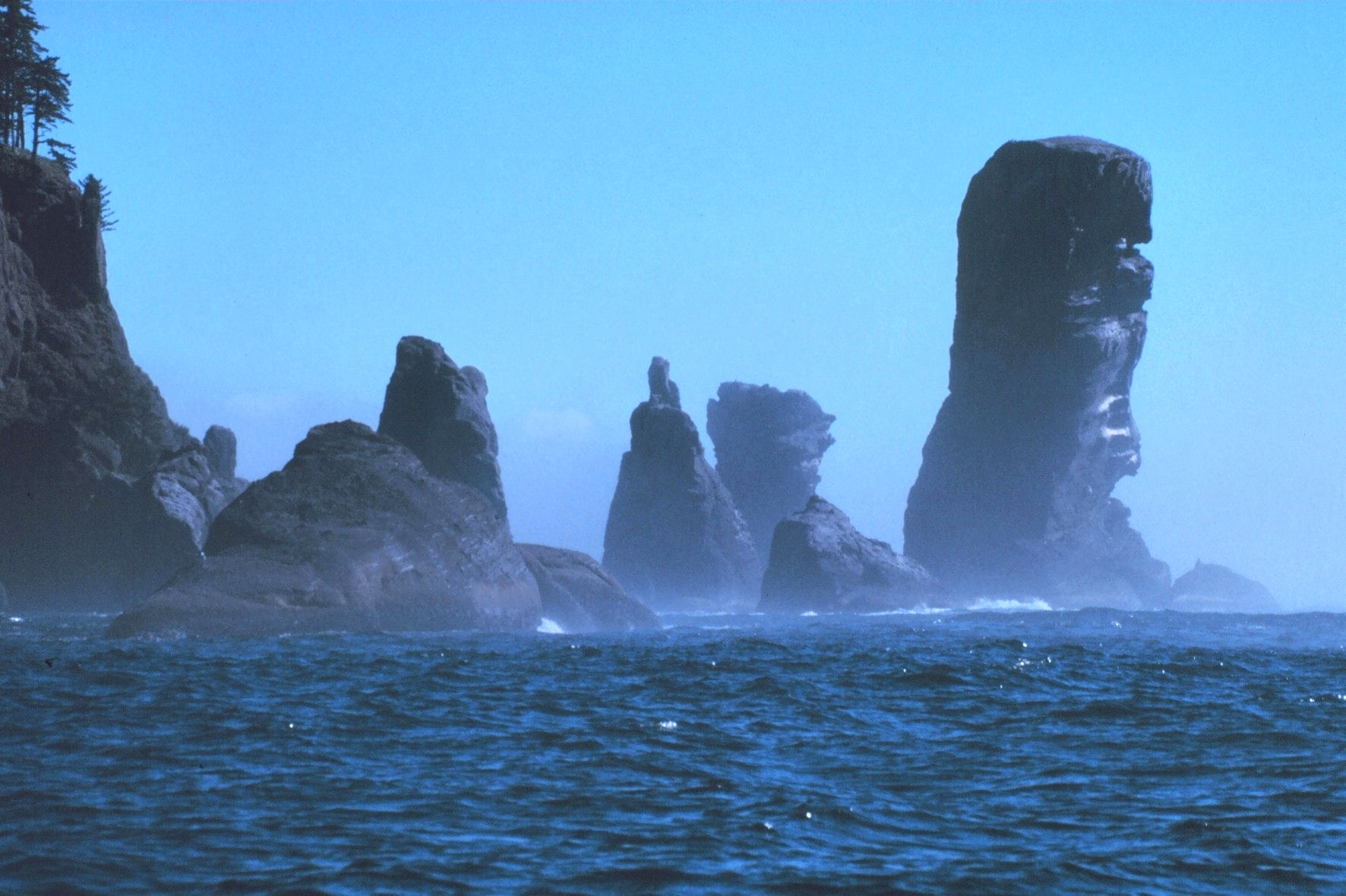
Cape Flattery

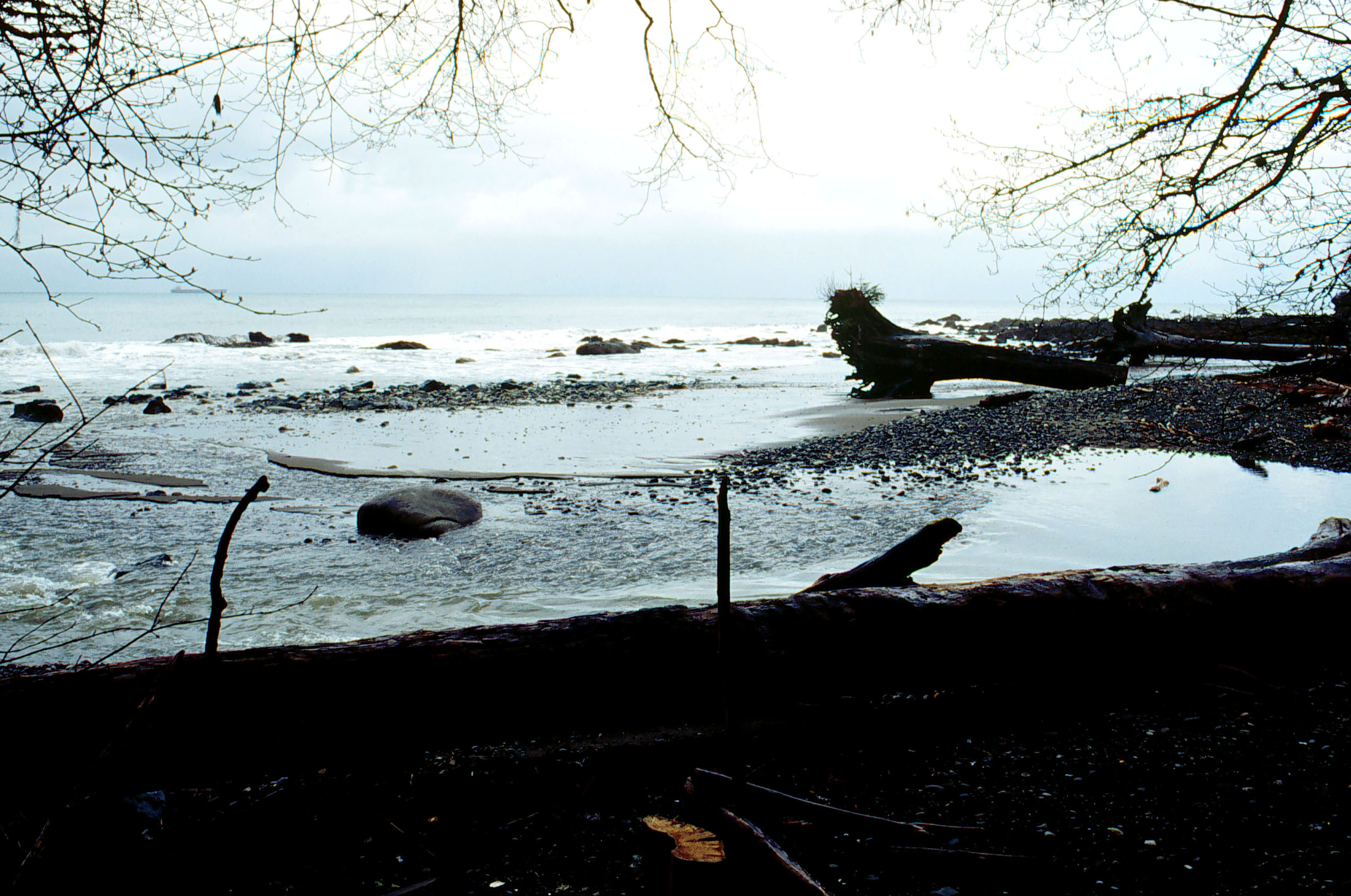
Mündung des Clallam Rivers in der Clallam Bay

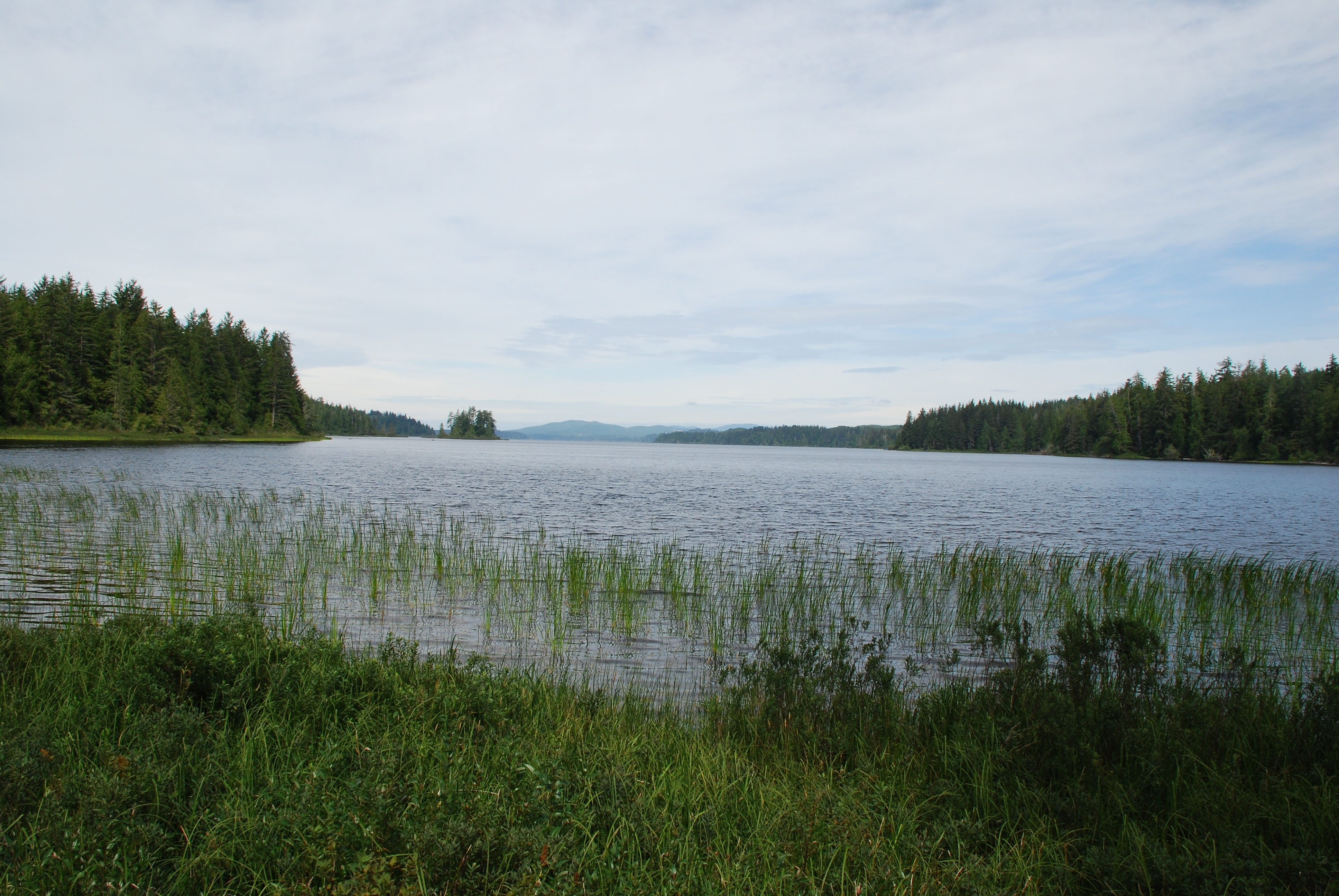
Der Lake Ozette

Nach der Volkszählung im Jahr 2000 lebten im County 64.525 Menschen. Es gab 27.164 Haushalte und 18.064 Familien. Die Bevölkerungsdichte betrug 14 Einwohner pro Quadratkilometer. Ethnisch betrachtet setzte sich die Bevölkerung zusammen aus 89,12 % Weißen, 0,84 % Afroamerikanern, 5,12 % amerikanischen Ureinwohnern, 1,13 % Asiaten, 0,16 % Bewohnern aus dem pazifischen Inselraum und 1,18 % aus anderen ethnischen Gruppen; 2,44 % stammten von zwei oder mehr ethnischen Gruppen ab. 3,41 % der Bevölkerung waren spanischer oder lateinamerikanischer Abstammung.
Von den 27.164 Haushalten hatten 25,70 % Kinder und Jugendliche unter 18 Jahre, die bei ihnen lebten. 53,90 % waren verheiratete, zusammenlebende Paare, 9,00 % waren allein erziehende Mütter. 33,50 % waren keine Familien. 28,10 % waren Singlehaushalte und in 13,40 % lebten Menschen im Alter von 65 Jahren oder darüber. Die Durchschnitts-Haushaltsgröße betrug 2,31 und die durchschnittliche Familiengröße lag bei 2,78 Personen.
Auf das gesamte County bezogen setzte sich die Bevölkerung zusammen aus 22,00 % Einwohnern unter 18 Jahren, 7,10 % zwischen 18 und 24 Jahren, 22,80 % zwischen 25 und 44 Jahren, 26,90 % zwischen 45 und 64 Jahren und 21,30 % waren 65 Jahre alt oder darüber. Das Durchschnittsalter betrug 44 Jahre. Auf 100 weibliche Personen kamen 98,70 männliche Personen, auf 100 Frauen im Alter ab 18 Jahren kamen statistisch 96,60 Männer.
Das jährliche Durchschnittseinkommen eines Haushalts betrug 36.449 USD, das Durchschnittseinkommen der Familien betrug 44.381 USD. Männer hatten ein Durchschnittseinkommen von 35.452 USD, Frauen 24.628 USD. Das Prokopfeinkommen betrug 19.517 USD. 12,50 % der Bevölkerung und 8,90 % der Familien lebten unterhalb der Armutsgrenze. 17,10 % davon waren unter 18 Jahre und 6,80 % waren 65 Jahre oder älter.

## Geografisch interessante Objekte
- Mount Angeles
- Cape Flattery
- Clallam River
- Dungeness Spit
- Elwha River
- Hoh River
- Hoko River
- Hood Canal
- Lake Crescent
- Lake Ozette
- Lyre River
- Olympic Peninsula
- Pacific Ocean
- Pysht River
- Seven Lakes Basin
- Sol Duc Hot Springs
- Sol Duc River
- Strait of Juan de Fuca
- Tatoosh Island
- Waadah Island

## Orte und Gemeinden
- Agate Beach
- Agnew
- Beaver
- Bell Hill
- Blyn
- Bogachiel
- Carlsborg
- Clallam Bay
- Crane
- Crescent Beach
- Crescent
- Diamond Point
- Dungeness
- Elwha
- Fairholm
- Forks
- Gales Addition
- Hoko
- Joyce
- Kalalock
- La Push
- Maple Grove
- Mora
- Mount Pleasant
- Neah Bay
- Ozette
- Piedmont
- Port Angeles
- Port Angeles East
- Pysht
- Queets
- River Road
- Sappho
- Schoolhouse Point
- Sekiu
- Sequim
- Upper Hoh